# Giampietro Campana
Pour les articles homonymes, voir Campana (homonymie).
Giampietro Campana, ou Giovan Pietro Campana, (né en 1809 à Rome et mort dans la même ville le 10 octobre 1880), créé marquis de Cavelli en 1849, est un aristocrate italien connu pour avoir réuni au XIXe siècle la plus importante collection d'objets d'art de toutes époques mais principalement d'objets d'art antique, connue sous le nom de Collection Campana. Elle  fut vendue et dispersée dans différents pays d'Europe. La France en acquit une grande partie en 1861 pour le musée Napoléon III.

## Vie privée
Campana épousa Emily Rowles en 1851, dont la famille anglaise lui permit de créer des liens avec Louis Napoléon Bonaparte : en effet ce dernier a été aidé par la famille  lors de son exil en Angleterre. Il est possible que ces liens aient amené l'empereur à être sensible au sort de Campana et à celui de sa collection.

## Constitution de la collection

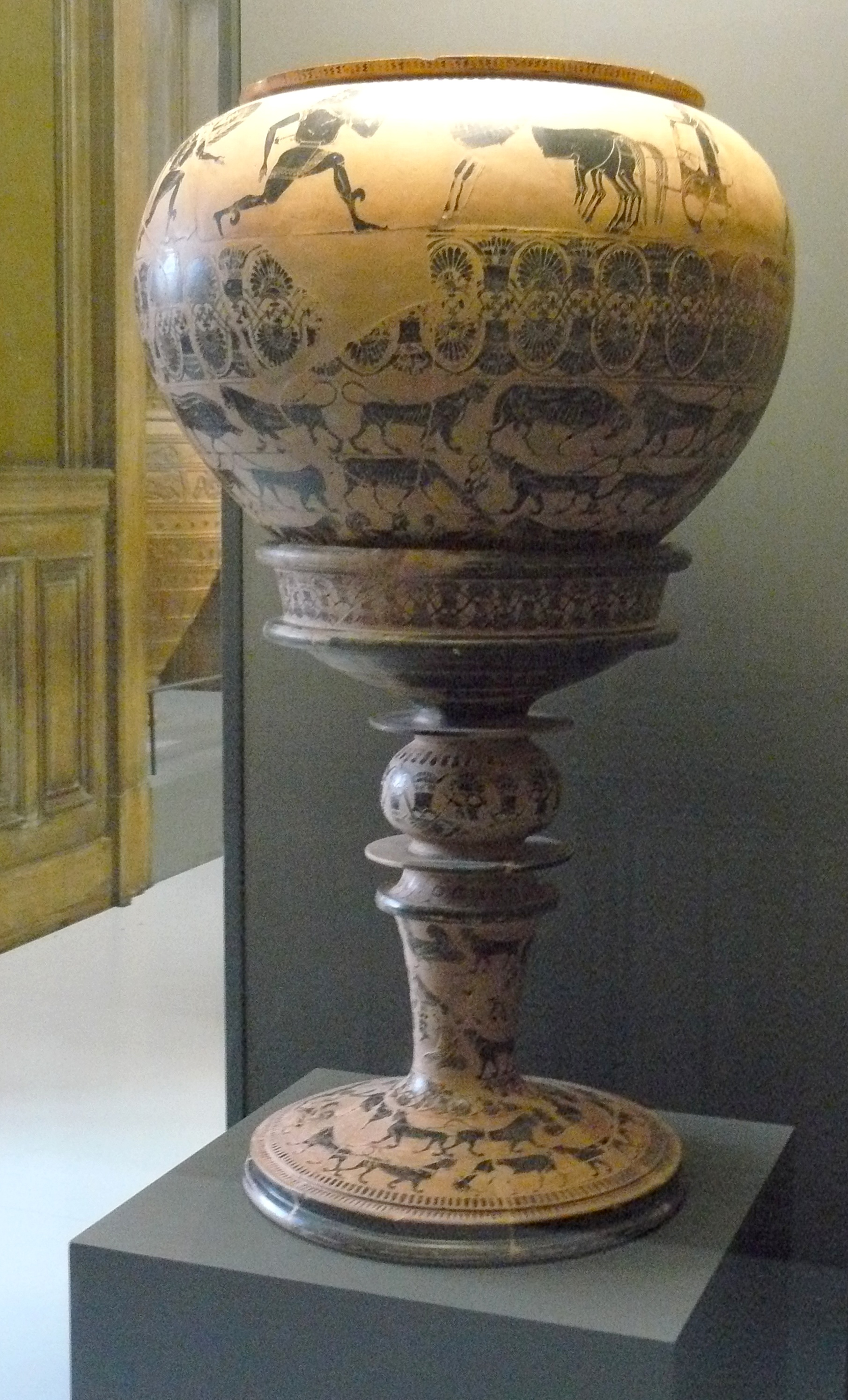
Dinos du Peintre de la Gorgone, E 874, collection Campana, musée du Louvre.

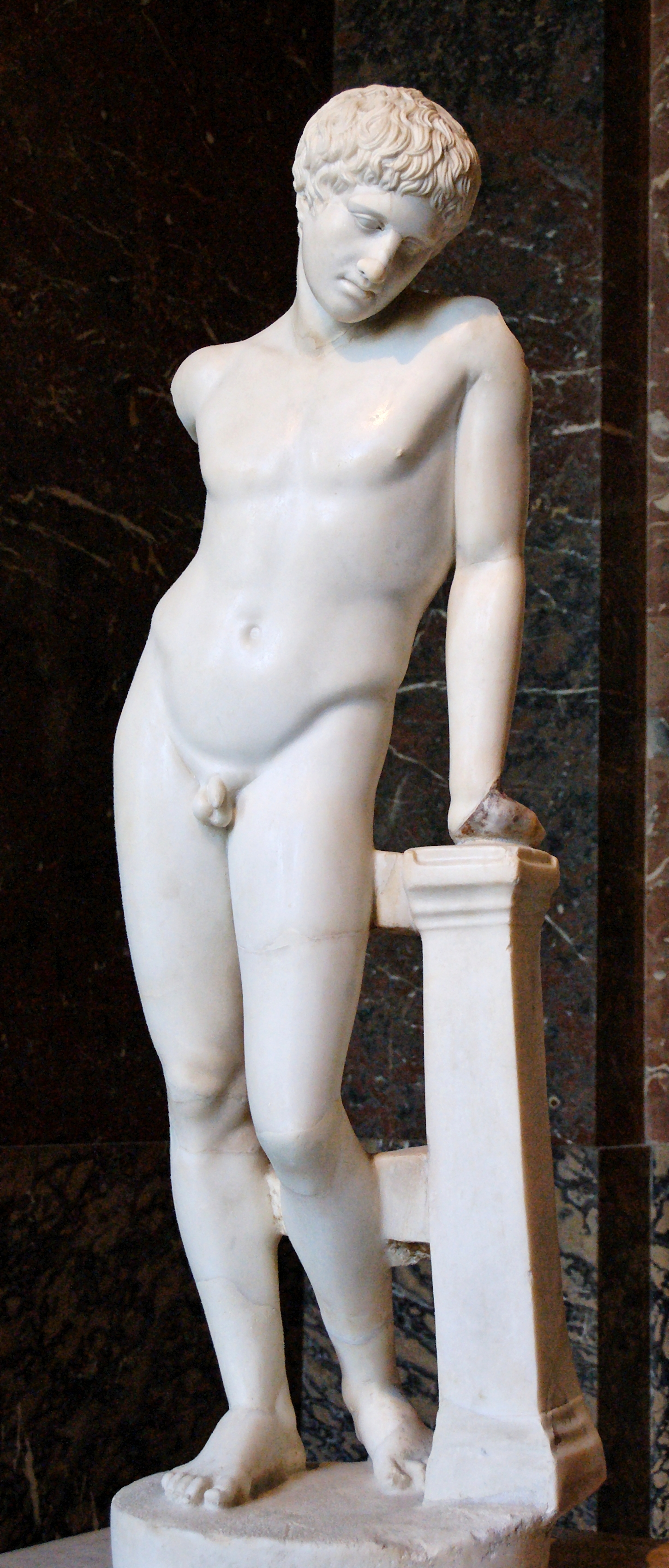
Statue d'éphèbe dite Narcisse, copie romaine, collection Campana, musée du Louvre.

Le marquis Giampietro Campana était directeur du mont-de-piété à Rome, charge qu'occupèrent son père et son grand-père, et se prit de passion pour les nombreuses découvertes archéologiques de son époque faites en Italie. Très rapidement, et profitant d'une manière pas toujours légale de ses fonctions, il constitua une très importante collection d'objets d'art antique, mais particulièrement d'objets provenant de fouilles étrusques, romaines et grecques. Il finança aussi des fouilles, comme à Cerveteri, sur le site de la ville étrusque de Caeré aux alentours de 1844, notamment dans la Nécropole de Banditaccia.
Il collectionna également de nombreux tableaux et objets d'orfèvrerie qu'il achetait en puisant dans les fonds du mont-de-piété.
Sa collection, particulièrement célèbre, bénéficiait également des ateliers de restauration du marquis. Les frères Pennelli, en ce qui concerne les terres-cuites, étaient ainsi fameux pour leurs reconstitutions des objets de terres-cuites déjà connues des contemporains de Giampetro Campana. Ainsi Salomon Reinach dit croire « que les procédés de restauration adoptés dans les ateliers de Campana ne s’embarrassaient pas de scrupules exagérés et que les restaurateurs employés par le marquis, Pennelli et d’autres, opéraient quelquefois par ordre, à la façon des faussaires ». Pietro et Enrico Pennelli seront les auteurs du faux sarcophage étrusque acquis par le British Museum en 1871.

## Fin de vie
Ses malversations financières découvertes, Campana est arrêté en 1857, puis condamné à vingt ans de prison et emprisonné. Sa collection est saisie par l'État pontifical en 1857, mise en vente et dispersée dans plusieurs pays en 1861 (Russie, Grande-Bretagne, Belgique, France).
En 1859, Campana est libéré moyennant l'abandon de tous ses biens au Vatican et sa condamnation est commuée en peine d'exil à vie et de déshonneur. Campana parcourt alors l'Europe en continuant à vivre sa passion pour l'art  notamment à Naples, Paris, Genève, Londres, Bruxelles ou Dresde.
Après l'unification italienne, Campana peut revenir en 1871 s'installer à Florence, qu'il quitte après la mort de son épouse Emily en 1876 : il revient à Rome, où il tente vainement de réclamer au pontificat les bénéfices réalisés sur les ventes de sa collection. Il y meurt en 1880.

## La collection Campana en France
La partie la plus importante de la collection Campana fut achetée par la France en 1861 sur l'intervention personnelle de Napoléon III conseillé par Émilien de Nieuwerkerke, surintendant des Beaux-Arts : 11 835 œuvres d’art et 641 tableaux, pour 4 360 400 francs-or, une somme considérable pour l'époque, et partagée entre le musée du Louvre et de nombreux musées de province. En 1975 un regroupement partiel est effectué au  musée du Petit Palais d’Avignon pour les tableaux des primitifs italiens. La Collection Campana constitue aujourd'hui la majeure partie des céramiques étrusques et grecques du musée du Louvre ainsi que le fond des bijoux d'or étrusques du musée.

## Pastiches, imitations et faux
L'engouement au XIXe siècle des riches voyageurs du « Grand Tour », pour les parures étrusques, fit naître des bijoux « à l'étrusque », des pastiches, des imitations avouées ou même des faux destinés à tromper les collectionneurs. L'atelier Castellani a ainsi  « restauré à l’étrusque » le collier Campana du Louvre, en 1859, en vue de la vente de la collection Campana à Napoléon III.
La plupart des bijoux articulés, prétendus d'origine étrusque, ne sont en fait que des assemblages par des fils d'or de conception moderne d'éléments antiques prélevés sur des boucles d'oreille. 
Une exposition au musée du Louvre, en collaboration avec le Musée de l’Ermitage, donne pour la première fois (2018) une vue de l'ensemble de la collection en présentant la personnalité romanesque de Campana, l’histoire de la collection, la reconstitution de salles du musée Campana à Rome, le goût du collectionneur pour les pastiches et les faux.